# Région de Zumpango
La région de Zumpango est située dans l'État de Mexico au Mexique. Elle est peuplée de 331 857 habitants (en 2010).
D'une superficie de 2 795 km² et d'une densité moyenne 56 h/km², la région est située entre la région d'Ecatepec au Sud, l'État d'Hidalgo au Nord et la région de Tultitlán au Sud-est. 

## Municipalités
| INEGI | Municipalité | Chef-lieu             | Superficie (km2) | Population (2010) |
| ----- | ------------ | --------------------- | ---------------- | ----------------- |
| 15010 | Apaxco       | Apaxco de Ocampo      | 80.34            | 27 521            |
| 15002 | Hueypoxtla   | Hueypoxtla            | 246.95           | 29 864            |
| 15003 | Jaltenco     | San Andrés Jaltenco   | 3.30             | 26,328            |
| 15004 | Nextlalpan   | Santa Ana Nextlalpan  | 42.49            | 34,374            |
| 15096 | Tequixquiac  | Santiago Tequixquiac  | 96.37            | 33 907            |
| 15125 | Tonanitla    | Santa María Tonanitla | 17.1             | 10 210            |
| 15120 | Zumpango     | Zumpango de Ocampo    | 244.08           | 159 647           |